# Châtenay-sur-Seine
Châtenay-sur-Seine is een gemeente in het Franse departement Seine-et-Marne (regio Île-de-France) en telt 950 inwoners (1999). De plaats maakt deel uit van het arrondissement Provins.

## Geografie
De oppervlakte van Châtenay-sur-Seine bedraagt 13,1 km², de bevolkingsdichtheid is 72,5 inwoners per km².
De onderstaande kaart toont de ligging van Châtenay-sur-Seine met de belangrijkste infrastructuur en aangrenzende gemeenten.

## Demografie
Onderstaande figuur toont het verloop van het inwonertal (bron: INSEE-tellingen).